# Bitka pri Toursu
Bitka pri Toursu ali bitka pri Poitiersu, v arabskih virih Bitka pri Palači Mučencev (arabsko   معركة بلاط الشهداء‎‎ [ma'arakat Balâṭ ash-Shuhadâ])  je bila bitka med mestoma Poitiers in Tours v severni osrednji Franciji, v kateri sta se  10. oktobra 732 frankovska in burgundska vojska pod poveljstvom Karla Martela spopadla z vojsko Umajadskega kalifata pod poveljstvom Abdul Rahmana Al Gafikija, guvernerja Al Andaluza. 
V bitki so prepričljivo zmagali Franki. Abdul Rahman Al Gafiki je v bitki padel, Karel Martel pa je razširil svojo oblast proti jugu. Podrobnosti bitke, vključno z natančno lokacijo in številom udeležencev,  se iz ohranjenih virov ne da določiti. Zanimivo je, da so Franki zmagali, kljub temu da niso imeli konjenice.
Letopisci iz 9. stoletja so zmago razlagali z božjo sodbo in dali Karlu vzdevek Martellus – Kladivo. Kasnejši krščanski letopisci in zgodovinarji do 20. stoletja so  Martela poveličevali kot branilca krščanstva, bitko samo pa so imeli za prelomnico v vojni proti islamu oziroma bitko, ki je ohranila krščanstvo kot verstvo Evrope.
O tem, ali je bitka pripomogla k postavljanju temeljev Karolinškega imperija in frankovski dominaciji v Evropi naslednjih nekaj stoletij, so mnenja deljena. Večina zgodovinarjev se strinja, da so bili Franki dominantni že pred tem in da je bitka njihovo moč samo potrdila.